# Joseph Musch
Joseph B. "Prince" Musch (Sint-Gillis-Waas, 12 de outubro de 1893 - 25 de setembro de 1971) foi um futebolista belga que competiu nos Jogos Olímpicos de Verão de 1920, ele ganhou a medalha de ouro na competição de futebol, como membro da Seleção da Bélgica. 

## Ligações Externas
- Perfil